# Tuluksak (rivière)
La rivière Tuluksak est un cours d'eau d'Alaska, aux États-Unis situé dans la région de recensement de Bethel. C'est un affluent du fleuve Kuskokwim.

## Description
Longue de 90 milles (145 km), elle coule en direction du sud puis du nord-ouest pour se jeter dans le fleuve Kuskokwim au sud de Tuluksak à 48 milles (77 km) au sud-est de Russian Mission dans le delta du Yukon-Kuskokwim.
Son nom local a été référencé en 1908 par A.G. Maddren, de l'United States Geological Survey, et provient de celui de la localité proche, Tuluksak.